# Rallye d'Allemagne 2015
Le 33e Rallye d'Allemagne est la 9e manche du Championnat du monde des rallyes 2015.

## Résultats

### Classement final
| Rang              | Pilote             | Copilote          | Numéro            | Voiture               | Écurie                                   | Temps             | Écart             | Points            |
| Toutes catégories | Toutes catégories  | Toutes catégories | Toutes catégories | Toutes catégories     | Toutes catégories                        | Toutes catégories | Toutes catégories | Toutes catégories |
| ----------------- | ------------------ | ----------------- | ----------------- | --------------------- | ---------------------------------------- | ----------------- | ----------------- | ----------------- |
| 1.                | Sébastien Ogier    | Julien Ingrassia  | 1                 | Volkswagen Polo R WRC | Volkswagen Motorsport                    | 3 h 35 min 49 s 5 | -                 | 25                |
| 2.                | Jari-Matti Latvala | Miikka Anttila    | 2                 | Volkswagen Polo R WRC | Volkswagen Motorsport                    | 3 h 36 min 12 s 5 | +23 s 0           | 213               |
| 3.                | Andreas Mikkelsen  | Ola Fløene        | 9                 | Volkswagen Polo R WRC | Volkswagen Motorsport                    | 3 h 37 min 46 s 1 | +1 min 56 s 6     | 15                |
| 4.                | Dani Sordo         | Marc Marti        | 8                 | Hyundai i20 WRC       | Hyundai World Rally Team                 | 3 h 37 min 58 s 8 | +2 min 09 s 3     | 131               |
| 5.                | Thierry Neuville   | Nicolas Gilsoul   | 7                 | Hyundai i20 WRC       | Hyundai World Rally Team                 | 3 h 38 min 23 s 3 | +2 min 33 s 8     | 10                |
| 6.                | Elfyn Evans        | Daniel Barritt    | 6                 | Ford Fiesta RS WRC    | M-Sport WRT                              | 3 h 38 min 41 s 6 | +2 min 52 s 1     | 8                 |
| 7.                | Mads Østberg       | Jonas Andersson   | 4                 | Citroën DS3 WRC       | Citroën Total Abu Dhabi World Rally Team | 3 h 39 min 02 s 0 | +3 min 12 s 5     | 6                 |
| 8.                | Ott Tänak          | Raigo Mölder      | 6                 | Ford Fiesta RS WRC    | M-Sport World Rally Team                 | 3 h 40 min 16 s 1 | +4 min 26 s 6     | 4                 |
| 9.                | Hayden Paddon      | John Kennard      | 20                | Hyundai i20 WRC       | Hyundai Motorsport N                     | 3 h 40 min 36 s 3 | +4 min 46 s 8     | 2                 |
| 10.               | Stéphane Lefebvre  | Stéphane Prévot   | 12                | Citroën DS3 WRC       | Citroën Total Abu Dhabi World Rally Team | 3 h 40 min 44 s 0 | +4 min 54 s 5     | 1                 |

3, 2, 1 : y compris les 3, 2 et 1 points attribués aux trois premiers de la spéciale télévisée (power stage).

### Spéciales chronométrées
| Étape          | Spéciale | Heure   | Nom                  | Distance | Vainqueur          | Temps         | Leader             |
| -------------- | -------- | ------- | -------------------- | -------- | ------------------ | ------------- | ------------------ |
| Jour 1 21 août | ES1      | 08 h 30 | Sauertal 1           | 14,84 km | Sébastien Ogier    | 7 min 58 s 4  | Sébastien Ogier    |
| Jour 1 21 août | ES2      | 09 h 43 | Waxweiler 1          | 16,40 km | Sébastien Ogier    | 9 min 33 s 1  | Sébastien Ogier    |
| Jour 1 21 août | ES3      | 11 h 05 | Moselland 1          | 23,24 km | Jari-Matti Latvala | 14 min 01 s 1 | Jari-Matti Latvala |
| Jour 1 21 août | ES4      | 11 h 50 | Mittelmosel 1        | 13,67 km | Sébastien Ogier    | 8 min 06 s 9  | Jari-Matti Latvala |
| Jour 1 21 août | ES5      | 14 h 40 | Sauertal 2           | 14,84 km | Sébastien Ogier    | 7 min 56 s 4  | Sébastien Ogier    |
| Jour 1 21 août | ES6      | 15 h 53 | Waxweiler 2          | 16,40 km | Sébastien Ogier    | 9 min 38 s 5  | Sébastien Ogier    |
| Jour 1 21 août | ES7      | 17 h 15 | Moselland 2          | 23,24 km | Sébastien Ogier    | 13 min 54 s 2 | Sébastien Ogier    |
| Jour 1 21 août | ES8      | 18 h 00 | Mittelmosel 2        | 13,67 km | Sébastien Ogier    | 8 min 02 s 6  | Sébastien Ogier    |
| Jour 2 22 août | ES9      | 07 h 34 | Grafschaft 1         | 18,35 km | Sébastien Ogier    | 10 min 44 s 1 | Sébastien Ogier    |
| Jour 2 22 août | ES10     | 09 h 02 | Bosenberg 1          | 17,13 km | Jari-Matti Latvala | 9 min 14 s 9  | Sébastien Ogier    |
| Jour 2 22 août | ES11     | 10 h 32 | Arena Panzerplatte 1 | 2,87 km  | Sébastien Ogier    | 1 min 46 s 5  | Sébastien Ogier    |
| Jour 2 22 août | ES12     | 10 h 45 | Arena Panzerplatte 2 | 2,87 km  | Sébastien Ogier    | 1 min 45 s 6  | Sébastien Ogier    |
| Jour 2 22 août | ES13     | 11 h 05 | Panzerplatte long 1  | 45,61 km | Sébastien Ogier    | 25 min 39 s 1 | Sébastien Ogier    |
| Jour 2 22 août | ES14     | 15 h 31 | Grafschaft 2         | 18,35 km | Jari-Matti Latvala | 10 min 41 s 2 | Sébastien Ogier    |
| Jour 2 22 août | ES15     | 17 h 06 | Arena Panzerplatte 3 | 2,87 km  | Jari-Matti Latvala | 1 min 45 s 7  | Sébastien Ogier    |
| Jour 2 22 août | ES16     | 17 h 26 | Panzerplatte long 2  | 45,61 km | Sébastien Ogier    | 25 min 34 s 0 | Sébastien Ogier    |
| Jour 2 22 août | ES17     | 18 h 47 | Bosenberg 2          | 17,13 km | Sébastien Ogier    | 9 min 13 s 6  | Sébastien Ogier    |
| Jour 3 23 août | ES18     | 07 h 07 | Stein & Wein 1       | 19,59 km | Elfyn Evans        | 10 min 48 s 0 | Sébastien Ogier    |
| Jour 3 23 août | ES19     | 08 h 11 | Dhrontal 1           | 14,08 km | Jari-Matti Latvala | 9 min 10 s 5  | Sébastien Ogier    |
| Jour 3 23 août | ES20     | 10 h 31 | Stein & Wein 2       | 19,59 km | Sébastien Ogier    | 10 min 45 s 7 | Sébastien Ogier    |
| Jour 3 23 août | ES21*    | 12 h 08 | Dhrontal 2           | 14,08 km | Jari-Matti Latvala | 9 min 07 s 4  | Sébastien Ogier    |

* : Power stage, spéciale télévisée attribuant des points aux trois premiers pilotes

## Classement au championnat après l'épreuve

### Classement des pilotes
Selon le système de points en vigueur, les 10 premiers équipages remportent des points, 25 points pour le premier, puis 18, 15, 12, 10, 8, 6, 4, 2 et 1.
| Rang | Pilote              | Rallyes | Rallyes | Rallyes | Rallyes | Rallyes | Rallyes | Rallyes | Rallyes | Rallyes | Rallyes | Rallyes | Rallyes | Rallyes | Total points |
| Rang | Pilote              | MON     | SUE     | MEX     | ARG     | POR     | ITA     | POL     | FIN     | GER     | AUS     | FRA     | ESP     | GBR     | Total points |
| ---- | ------------------- | ------- | ------- | ------- | ------- | ------- | ------- | ------- | ------- | ------- | ------- | ------- | ------- | ------- | ------------ |
| 1er  | Sébastien Ogier     | 25      | 283     | 283     | 3       | 213     | 283     | 283     | 213     | 25      | -       | -       | -       | -       | 207          |
| 2e   | Jari-Matti Latvala  | 191     | 0       | 0       | Ab.     | 272     | 102     | 10      | 272     | 213     | -       | -       | -       | -       | 114          |
| 3e   | Andreas Mikkelsen   | 15      | 15      | 172     | Ab.     | 161     | 1       | 191     | Ab.     | 15      | -       | -       | -       | -       | 98           |
| 4e   | Mads Østberg        | 12      | 21      | 18      | 191     | 6       | 10      | 2       | 15      | 6       | -       | -       | -       | -       | 90           |
| 5e   | Thierry Neuville    | 10      | 202     | 51      | Ab.     | 0       | 15      | 8       | 12      | 10      | -       | -       | -       | -       | 80           |
| 6e   | Elfyn Evans         | 6       | 8       | 12      | 15      | 0       | 12      | 0       | 0       | 8       | -       | -       | -       | -       | 61           |
| 7e   | Kris Meeke          | 43      | 6       | 0       | 25      | 12      | 0       | 6       | 1       | 2       | -       | -       | -       | -       | 56           |
| 8e   | Ott Tanak           | 0       | 12      | 0       | 1       | 10      | 0       | 172     | 10      | 4       | -       | -       | -       | -       | 54           |
| 9e   | Dani Sordo          | 8       | -       | 10      | 122     | 8       | 0       | 1       | 0       | 131     | -       | -       | -       | -       | 52           |
| 10e  | Hayden Paddon       | -       | 10      | 0       | 0       | 4       | 18      | 12      | 0       | 2       | -       | -       | -       | -       | 46           |
| 11e  | Martin Prokop       | 2       | 4       | 8       | 12      | 1       | Ab.     | 0       | 6       | Ab.     | -       | -       | -       | -       | 33           |
| 12e  | Khalid Al Qassimi   | -       | -       | -       | 8       | 0       | 1       | -       | 0       | -       | -       | -       | -       | -       | 9            |
| 13e  | Juho Hänninen       | -       | -       | -       | -       | -       | -       | -       | 8       | -       | -       | -       | -       | -       | 8            |
| 14e  | Yuriy Protasov      | 0       | 2       | 0       | 0       | -       | 6       | -       | 0       | 0       | -       | -       | -       | -       | 8            |
| 15e  | Abdulaziz Al-Kuwari | -       | -       | 0       | 6       | 0       | 0       | -       | -       | -       | -       | -       | -       | -       | 6            |
| 16e  | Nasser Al-Attiyah   | -       | -       | 6       | -       | 0       | 0       | Ab.     | -       | 0       | -       | -       | -       | -       | 6            |
| 17e  | Robert Kubica       | Ab.     | 0       | 0       | -       | 2       | 0       | 4       | Ab.     | 0       | -       | -       | -       | -       | 6            |
| 18e  | Sébastien Loeb      | 62      | -       | -       | -       | -       | -       | -       | -       | -       | -       | -       | -       | -       | 6            |
| 19e  | Diego Domínguez     | -       | -       | -       | 4       | -       | -       | -       | -       | -       | -       | -       | -       | -       | 4            |
| 20e  | Paolo Andreucci     | -       | -       | -       | -       | -       | 4       | -       | -       | -       | -       | -       | -       | -       | 4            |
| 21e  | Esapekka Lappi      | -       | -       | -       | -       | 0       | 0       | 0       | 4       | 0       | -       | -       | -       | -       | 4            |
| 22e  | Pontus Tidemand     | -       | 0       | -       | -       | 0       | -       | 0       | 2       | -       | -       | -       | -       | -       | 2            |
| 23e  | Nicolás Fuchs       | -       | -       | 2       | Ab.     | 0       | 0       | 0       | Ab.     | -       | -       | -       | -       | -       | 2            |
| 24e  | Gustavo Saba        | -       | -       | -       | 2       | -       | -       | -       | -       | -       | -       | -       | -       | -       | 2            |
| 25e  | Jan Kopecký         | -       | -       | -       | -       | -       | 2       | -       | -       | 0       | -       | -       | -       | -       | 2            |
| 26e  | Jari Ketomaa        | -       | 0       | 1       | 0       | Ab.     | -       | 0       | -       | -       | -       | -       | -       | -       | 1            |
| 27e  | Stéphane Lefebvre   | 0       | Ab.     | Ab.     | Ab.     | 0       | 0       | Ab.     | Dq.     | 1       | -       | -       | -       | -       | 1            |
| 28e  | Lorenzo Bertelli    | 0       | Ab.     | Ab.     | 0       | Ab.     | Ab.     | 0       | 1       | -       | -       | -       | -       | -       | 1            |

| Couleur | Résultat                                                         |
| ------- | ---------------------------------------------------------------- |
| Or      | Vainqueur                                                        |
| Argent  | 2e place                                                         |
| Bronze  | 3e place                                                         |
| Vert    | Classé, dans les points                                          |
| Bleu    | Classé, hors des points Non classé (Nc.)                         |
| Mauve   | Abandon (Ab.) Retrait (Re.)                                      |
| Noir    | Disqualifié (Dq.)                                                |
| Blanc   | N'a pas pris le départ (Np.) Forfait (Forf.) Épreuve annulée (A) |
| Aucune  | N'a pas participé (-)                                            |

{{exp[3, 2, 1}} : y compris les 3, 2 et 1 points attribués aux trois premiers de la spéciale télévisée (power stage).

### Classement des constructeurs
| Rang | Équipe                                   | Rallyes | Rallyes | Rallyes | Rallyes | Rallyes | Rallyes | Rallyes | Rallyes | Rallyes | Rallyes | Rallyes | Rallyes | Rallyes | Total points |
| Rang | Équipe                                   | MON     | SUE     | MEX     | ARG     | POR     | ITA     | POL     | FIN     | GER     | AUS     | FRA     | ESP     | GBR     | Total points |
| ---- | ---------------------------------------- | ------- | ------- | ------- | ------- | ------- | ------- | ------- | ------- | ------- | ------- | ------- | ------- | ------- | ------------ |
| 1er  | Volkswagen Motorsport                    | 43      | 25      | 31      | 4       | 43      | 33      | 35      | 43      | 43      | -       | -       | -       | -       | 300          |
| 2e   | Hyundai World Rally Team                 | 27      | 28      | 20      | 10      | 9       | 19      | 10      | 16      | 22      | -       | -       | -       | -       | 161          |
| 3e   | Citroën Total Abu Dhabi World Rally Team | 12      | 8       | 22      | 43      | 18      | 12      | 10      | 16      | 7       | -       | -       | -       | -       | 148          |
| 4e   | M-Sport World Rally Team                 | 12      | 20      | 16      | 23      | 10      | 18      | 15      | 12      | 12      | -       | -       | -       | -       | 138          |
| 5e   | Volkswagen Motorsport II                 | -       | 15      | -       | 0       | 15      | 1       | 18      | 0       | 15      | -       | -       | -       | -       | 64           |
| 6e   | Hyundai Motorsport N                     | -       | 1       | 2       | 6       | 4       | 18      | 12      | 0       | 2       | -       | -       | -       | -       | 45           |
| 7e   | Jipocar Czech National Team              | 6       | 4       | 10      | 12      | 2       | 0       | 1       | 8       | 0       | -       | -       | -       | -       | 43           |
| 8e   | FWRT s.r.l.                              | 1       | 0       | 0       | 2       | 0       | 0       | 0       | 6       | -       | -       | -       | -       | -       | 9            |